# S/2011 J 2
S/2011 J 2 es un satélite irregular retrógrado de Júpiter. Fue hallado por Scott S. Sheppard el 27 de septiembre de 2011.